# Francisco Xavier de Espanha
Francisco Xavier de Espanha (15 de Fevereiro de 1757 - 10 de Abril de 1771) foi um infante de Espanha, filho do rei Carlos III e irmão mais novo do rei Carlos IV de Espanha e do rei Fernando I das Duas Sicílias.

## Biografia
Nascido em Portici, recebeu o nome de Francisco Xavier da Sicília. Foi o último filho do rei Carlos VII e V e da princesa Maria Amália da Saxónia. O seu pai era rei de Nápoles e da Sicília como parte da união pessoal a partir de 1735. Quando o seu tio, o rei Fernando VI de Espanha, que nunca conheceu, morreu, os seus pais e alguns irmãos partiram para Espanha, onde o seu pai reinou como Carlos III.
Morreu de varíola, a 10 de Abril de 1771, quando tinha catorze anos de idade.

## Genealogia
| Francisco Xavier de Espanha | Pai: Carlos III de Espanha   | Avô paterno: Filipe V de Espanha     | Bisavô paterno: Luís, o grande delfim de França              |
| Francisco Xavier de Espanha | Pai: Carlos III de Espanha   | Avô paterno: Filipe V de Espanha     | Bisavó paterna: Maria Ana Vitória de Baviera                 |
| Francisco Xavier de Espanha | Pai: Carlos III de Espanha   | Avó paterna: Isabel Farnésio         | Bisavô paterno: Eduardo, Príncipe herdeiro de Parma          |
| Francisco Xavier de Espanha | Pai: Carlos III de Espanha   | Avó paterna: Isabel Farnésio         | Bisavó paterna: Doroteia Sofia de Neuburgo                   |
| Francisco Xavier de Espanha | Mãe: Maria Amália da Saxônia | Avô materno: Augusto III da Polônia  | Bisavô materno: Augusto II da Polônia                        |
| Francisco Xavier de Espanha | Mãe: Maria Amália da Saxônia | Avô materno: Augusto III da Polônia  | Bisavó materna: Cristiana Everadina de Brandemburgo-Bayreuth |
| Francisco Xavier de Espanha | Mãe: Maria Amália da Saxônia | Avó materna: Maria Josefa da Áustria | Bisavô materno: José I, Sacro Imperador Romano-Germânico     |
| Francisco Xavier de Espanha | Mãe: Maria Amália da Saxônia | Avó materna: Maria Josefa da Áustria | Bisavó materna: Guilhermina Amália de Brunsvique-Luneburgo   |